# 1930 az irodalomban
Az 1930. év az irodalomban.

## Események
- Bessenyei György 1804-ben írt államregénye, a Tarimenes utazása ebben az évben jelenik meg először nyomtatásban[1]

## Megjelent új művek

### Próza
- Miguel Ángel Asturias guatemalai regényíró, költő: Leyendas de Guatemala (Guatemalai legendák)
- Pearl S. Buck amerikai írónő első regénye: East Wind: West Wind (Kwei-lan vergődése / Keleti szél, nyugati szél)
- Blaise Cendrars: Rhum: L'Aventure de Jean Galmot (Rum)
- Agatha Christie:
  - The Murder at the Vicarage (Gyilkosság a paplakban), regény
  - Giant's Bread (Az óriás kenyere), regény
  - The Mysterious Mr. Quin (A titokzatos Mr. Quin), novelláskötet
- John Dos Passos: The 42nd Parallel (A 42. szélességi fok); az USA-regénytrilógia (1930, 1932, 1936) első kötete
- William Faulkner: Míg fekszem kiterítve (As I Lay Dying)
- Jean Giono francia író két regénye: Regain (Sarjú)
- Dashiell Hammett amerikai krimiszerző regénye: A máltai sólyom (The Maltese Falcon)
- Hermann Hesse: Narcissus und Goldmund
- Georgette Heyer angol írónő: Powder and Patch
- Langston Hughes amerikai költő, író, drámaíró első regénye: Not Without Laughter (Nevetés nélkül)
- D. H. Lawrence:
  - The Virgin and the Gypsy (A szűz és a cigány), regény
  - Love Among the Haystacks and Other Stories (Szénaboglyák közt)
- André Malraux regénye: La Voie Royale (Királyok útja)
- W. Somerset Maugham regénye: Cakes and Ale (Sör és perec)
- Elkezdődik Robert Musil fő műve, A tulajdonságok nélküli ember (Der Mann ohne Eigenschaften) kiadása; I. kötet: 1930, II. kötet I. rész: 1932
- Vladimir Nabokov Berlinben kiadott regénye: Защита Лужина (Zascsita Luzsina), Végzetes végjáték/A Luzsin-védelem
- Camil Petrescu, a modern regényírás romániai megalapítójának fő műve: Ultima noapte de dragoste, întâia noapte de război (A szerelem utolsó, a háború első éjszakája), regény
- Joseph Roth osztrák (galíciai) zsidó író kisregénye: Jób
- Mihail Sadoveanu román író regénye: Baltagul (A balta)
- Upton Sinclair regénye: Mountain City (Hajsza a pénz után)
- Miguel de Unamuno regénye: San Manuel Bueno, Mártir
- Thornton Wilder regénye: The Woman of Andros (Az androszi lány)

### Költészet
- W. H. Auden angol–amerikai költő, drámaíró, kritikus első verseskötete: Poems (Versek)
- T. S. Eliot: Ash-Wednesday (Hamvazószerda)

### Dráma
- Bertolt Brecht színpadi műve: Die Maßnahme (A rendszabály), megjelenés és bemutató
- Jean Cocteau: La Voix humaine, bemutató
- Federico García Lorca: La zapatera prodigiosa (A csodálatos vargáné), bemutató

### Magyar irodalom
- Radnóti Miklós első verseskötetével jelentkezik: Pogány köszöntő
- Karinthy Frigyes verseskötete: Nem mondhatom el senkinek

## Születések
- január 20. – Egon Bondy cseh filozófus, író, költő, a prágai underground meghatározó alakja († 2007)
- január 23. – Derek Walcott Nobel-díjas (1992) Saint Lucia-i angol nyelvű költő, drámaíró († 2017)
- február 3. – Csoóri Sándor magyar költő, író, esszéíró, forgatókönyvíró († 2016)
- március 11. – Sándor Iván magyar író, kritikus, esszéista
- június 29. – Sławomir Mrożek szatirikus hangvételű lengyel, francia író, drámaíró († 2013)
- július 15. – Jacques Derrida posztmodern francia filozófus, akinek munkássága az irodalomtudományra is nagy hatást gyakorolt († 2004)
- július 25. – Réz Pál magyar irodalomtörténész, műfordító, szerkesztő, műkritikus († 2016)
- július 28. – Bodor Pál magyar szerkesztő, költő, publicista, műfordító († 2017)
- augusztus 27. – Galgóczi Erzsébet író, forgatókönyv- és drámaíró († 1989)
- szeptember 25. – Ungvári Tamás magyar író, műfordító, kritikus, irodalomtörténész († 2019)
- október 10. – Harold Pinter Nobel-díjas (2005) angol drámaíró, költő, forgatókönyvíró, színész, rendező († 2008)
- november 16. – Chinua Achebe angol nyelven publikáló nigériai regényíró, költő, az afrikai irodalom kimagasló alkotója († 2013)
- december 23. – Mezei András író, költő, szerkesztő († 2008)

## Halálozások
- március 2. – D. H. Lawrence, sok féle műfajban alkotó angol író, fordító, kritikus (* 1885)
- március 13. – Alois Jirásek cseh regényíró, a cseh realista dráma megteremtőjének tartják (* 1851)
- április 14. – Vlagyimir Vlagyimirovics Majakovszkij orosz, szovjet költő, drámaíró, az orosz futurizmus egyik megalapítója (* 1893)
- április 22. – Jeppe Aakjaer dán költő, regényíró (* 1866)
- július 7.– Arthur Conan Doyle skót író, aki leginkább Sherlock Holmesról szóló detektívregényei révén ismert (* 1859)
- augusztus 19. – Mikes Lajos író, szerkesztő, műfordító (* 1872)